# بان شيانغ (موقع الأثري)
موقع بان شيانغ الأثري (بالإنجليزية:Ban Chiang بالتايلاندية: แหล่งโบราณคดี บ้านเชียง) يُعتبر هذا الموقع أهم مسكن من عصور ما قبل التاريخ تم اكتشافه حتى اليوم جنوب شرق آسيا. وقد شكّل مرحلة هامة من التطور البشري على مستوى الثقافة والمجتمع والتكنولوجيا، كما أنه يشهد على قيام نشاطات زراعية وعلى إنتاج المعادن واستخدامها. ويقع في محافظة أدون تاني.

## معرض صور

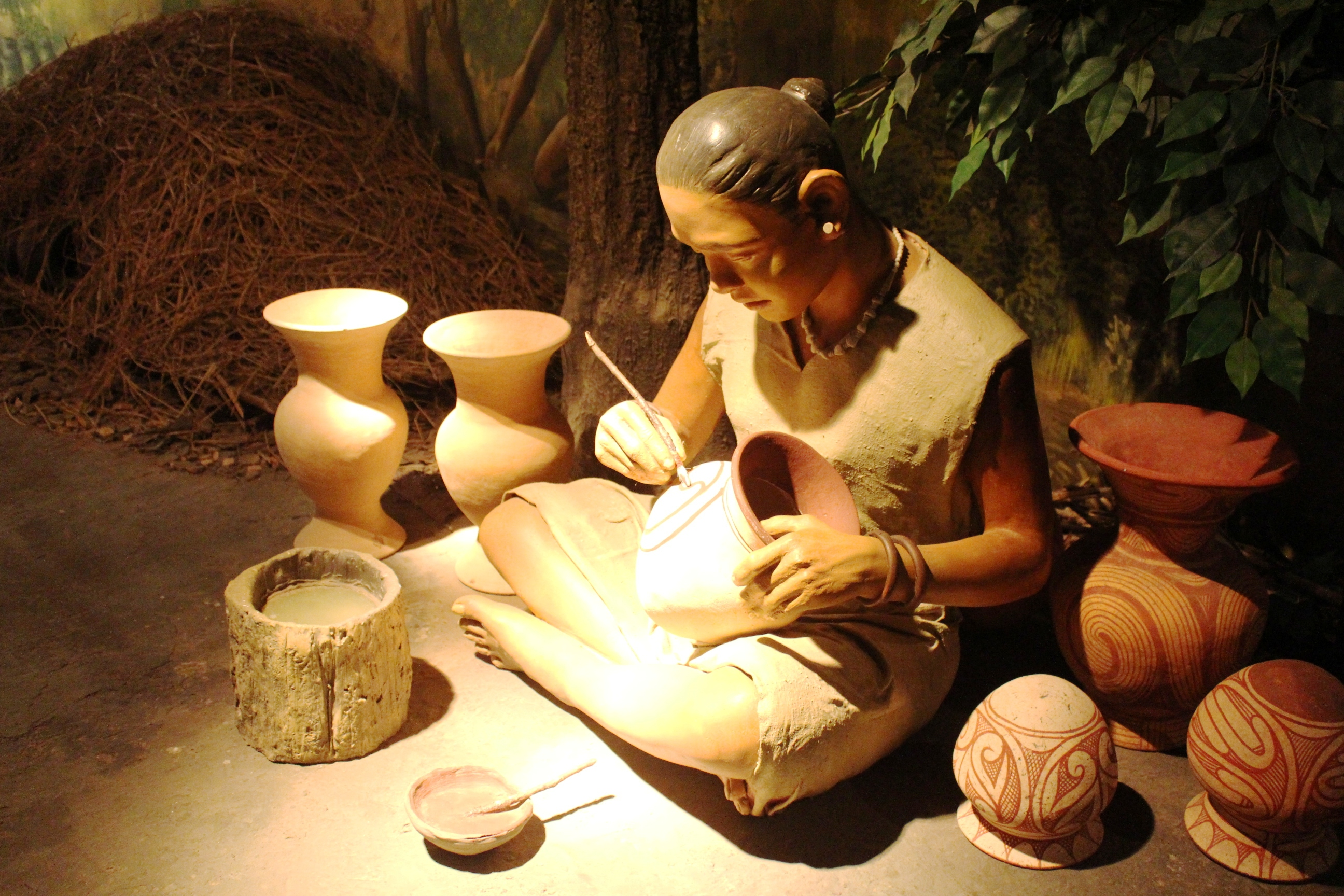
أمراة تصنع أواني
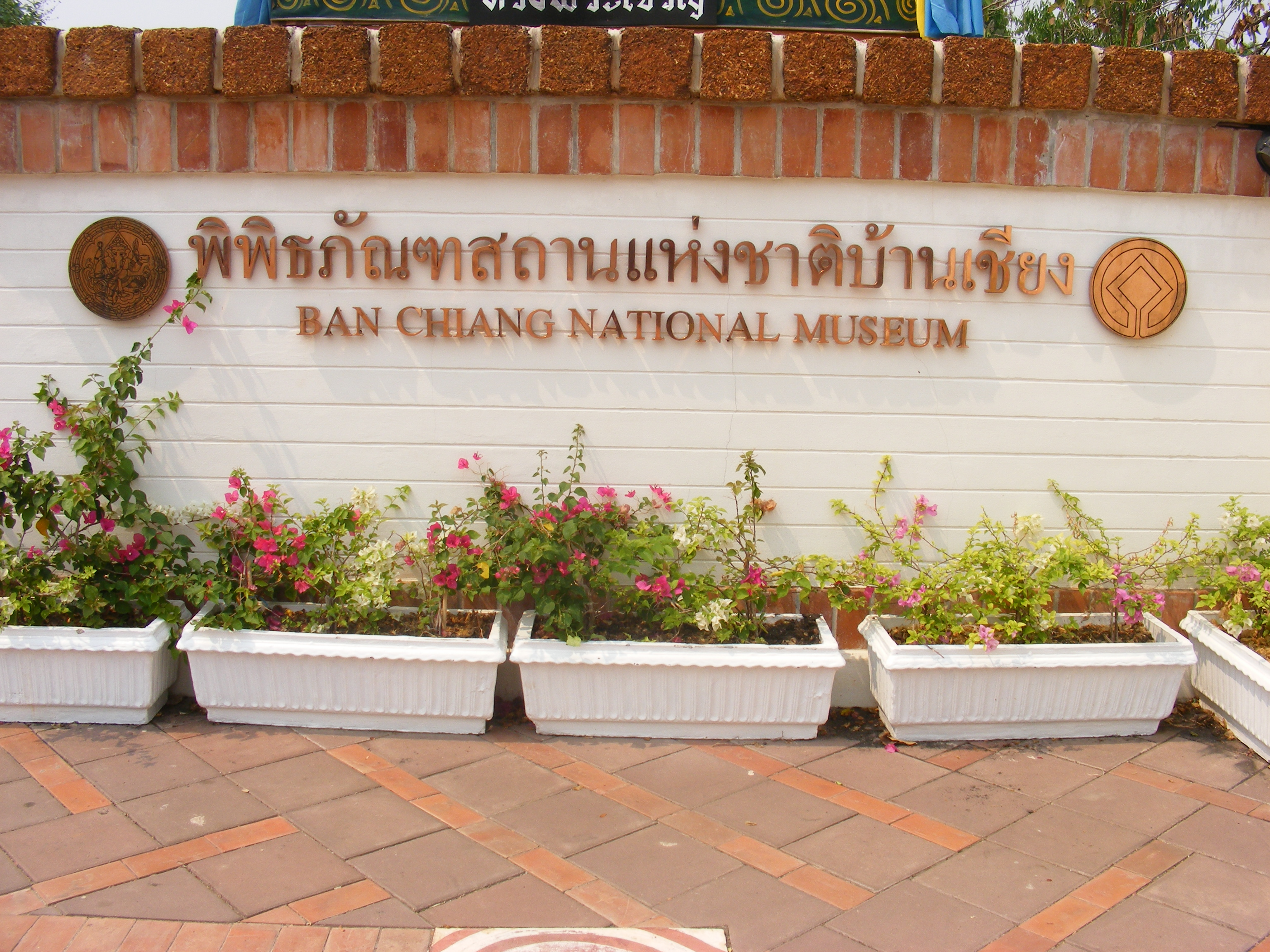
المتحف الوطني
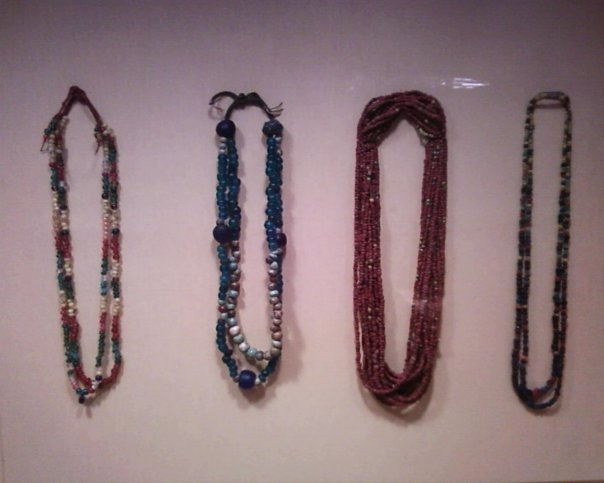
تايلاند_ بان تشيانغ قلادة
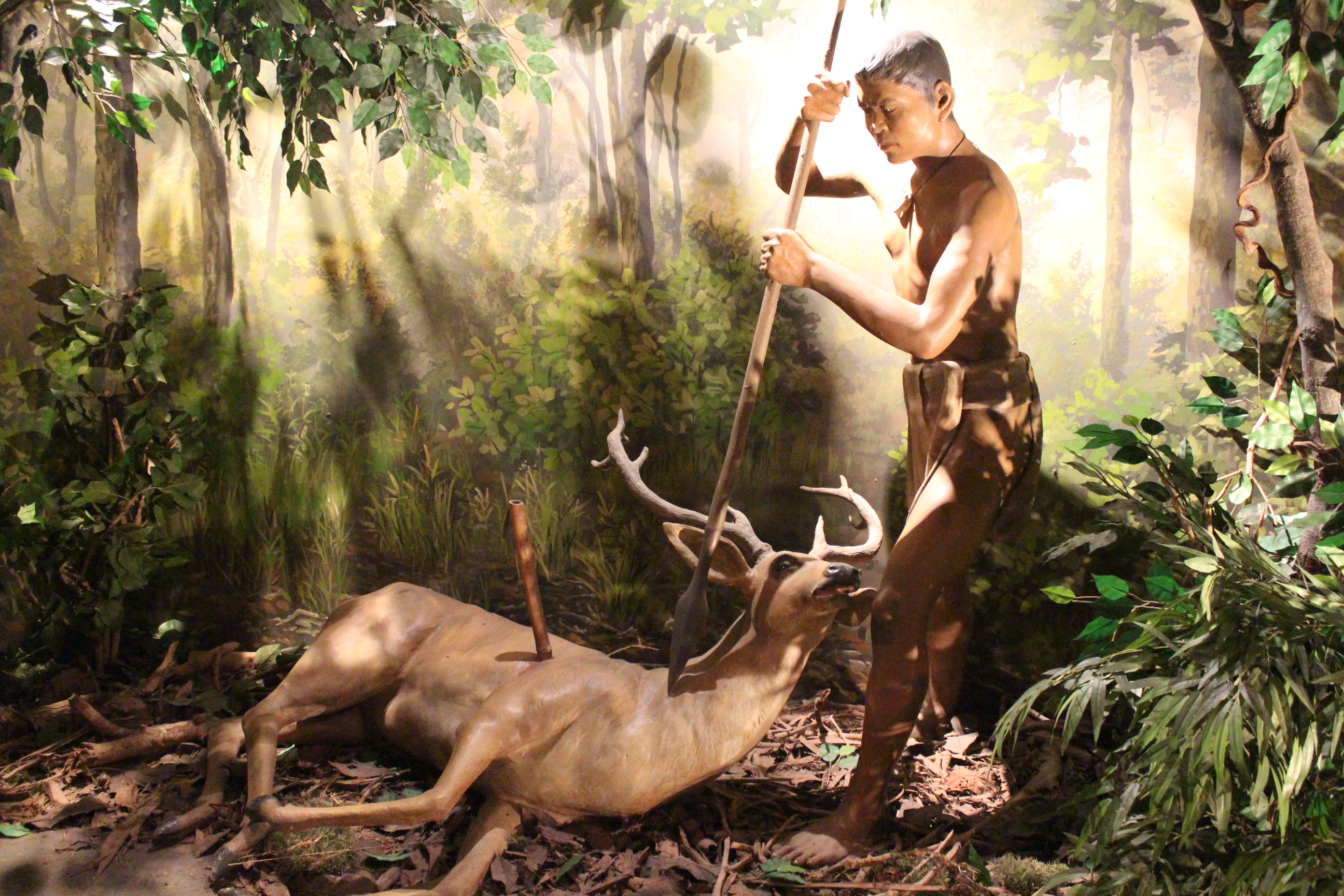
الثقافة القبلية
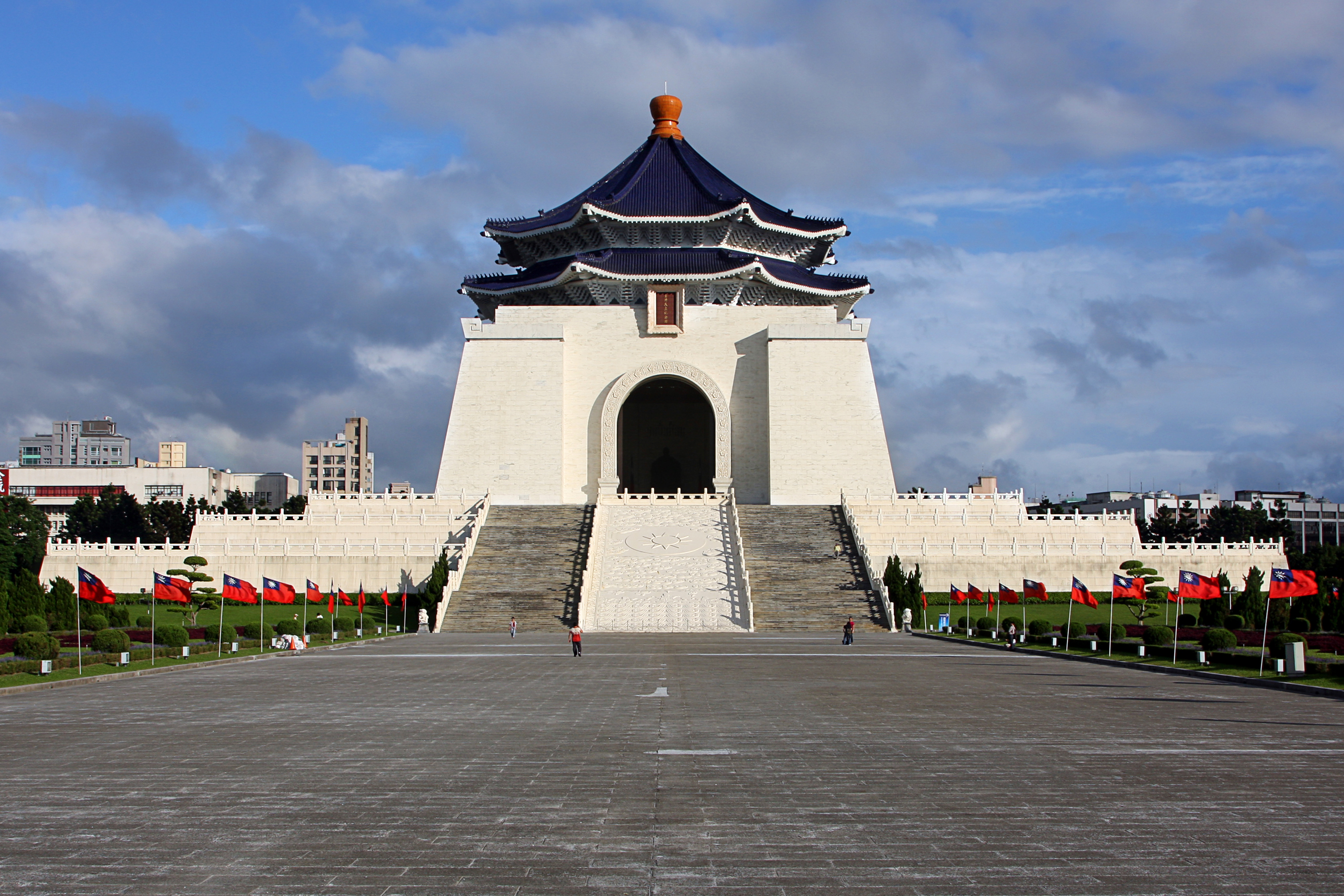
نصب شيانغ كاي تشيك التذكاري

## المصدر
موقع التراث العالمي